# Rüttenen
Rüttenen is een gemeente en plaats in het Zwitserse kanton Solothurn en maakt deel uit van het district Lebern.
Rüttenen telt 1400 inwoners.